# Aegomorphus nogueirai
Aegomorphus nogueirai es una especie de escarabajo longicornio del género Aegomorphus, tribu Acanthoderini, subfamilia Lamiinae. Fue descrita científicamente por Heffern, Santos-Silva & Botero en 2022.

## Descripción
Mide 11,85-13,1 milímetros de longitud.

## Distribución
Se distribuye por México.